# Warm Springs (Wirginia)
Warm Springs – jednostka osadnicza w Stanach Zjednoczonych, w stanie Wirginia, siedziba administracyjna hrabstwa Bath.